# Wivi Lönn
Wivi Lönn (finès: Olivia Mathilda «Wivi» Lönn)  (Tampere, 20 de maig de 1872 - Hèlsinki, 27 de desembre de 1966) Olivia Mathilda Lönn, va ser una arquitecta finlandesa. Va ser la primera dona a qui es va atorgar el títol honorari de "Professor" per l'Associació Finlandesa d'Arquitectes.

## Biografia
Olivia Mathilda Lönn va néixer al poble de Onkiniemi, prop de Tampere el 20 de maig de 1872. El seu pare era Wilhelm Lönn, un cervecer local, i la seva mare Mathilda Siren. Després de graduar-se a l'Escola Industrial de Tampere es va traslladar a Hèlsinki. Entre 1893 i 1896 va estudiar arquitectura a la Universitat Politècnica de Hèlsinki. Durant aquest període, va guanyar el primer premi en diverses competicions arquitectòniques. Durant la seva vida va desenvolupar una estreta amistat amb Hanna Parviainen, amb qui va col·laborar en moltes ocasions.

## Carrera posterior
La seva graduació de la universitat va ser seguida per l'establiment de la seva oficina arquitectònica, amb el que fou la primera dona arquitecta que va exercir de forma independent a Finlàndia. En 1904 va guanyar el primer premi arquitectònic en un concurs de l'Escola d'Economia de Tampere. De 1909 a 1913 Wivi Lönn i Armes Lindgren van dissenyar i van construir el Teatre d'Estònia en estil Art Nouveau, i el Uusi Ylioppilastalo. En 1913 es muda a Jyväskylä, on desenvolupa diversos projectes arquitectònics, entre ells una escola, una fàbrica i molts altres edificis.
En la dècada de 1910 va dissenyar la mansió en Jyväskylä de Alvar Aalto, un famós arquitecte finlandès. El projecte va estar acabat en 1915. En els anys vint va cooperar amb Hanna Parviainen en molts projectes arquitectònics a l'àrea de Jyväskylä, com ara escoles infantils, sanatoris, una església i una biblioteca. Al mateix temps va dissenyar i va construir la seu de l'associació cristiana de YWCA a Hèlsinki.
L'últim treball de Wivi Lönn va ser l'observatori Tähtelä en Sodankylä. L'observatori anterior, construït en 1913, havia estat destruït durant la Segona Guerra Mundial. Lönn va dissenyar els nous edificis entre 1944 i 1945, i el complex es va inaugurar al setembre de 1950.
En 1956 va ser la primera dona a la qual es va atorgar el títol honorari de "Professor" per l'Associació Finlandesa d'Arquitectes.
Wivi Lönn va morir a Hèlsinki el 27 de desembre de 1966.

## Edificis notables
- Uusi Ylioppilastalo, 1910
- Korporatsioon Sakala, 1911
- Teatre d'Estònia, 1913
- Observatori Geofísico de Sodankylä, 1945

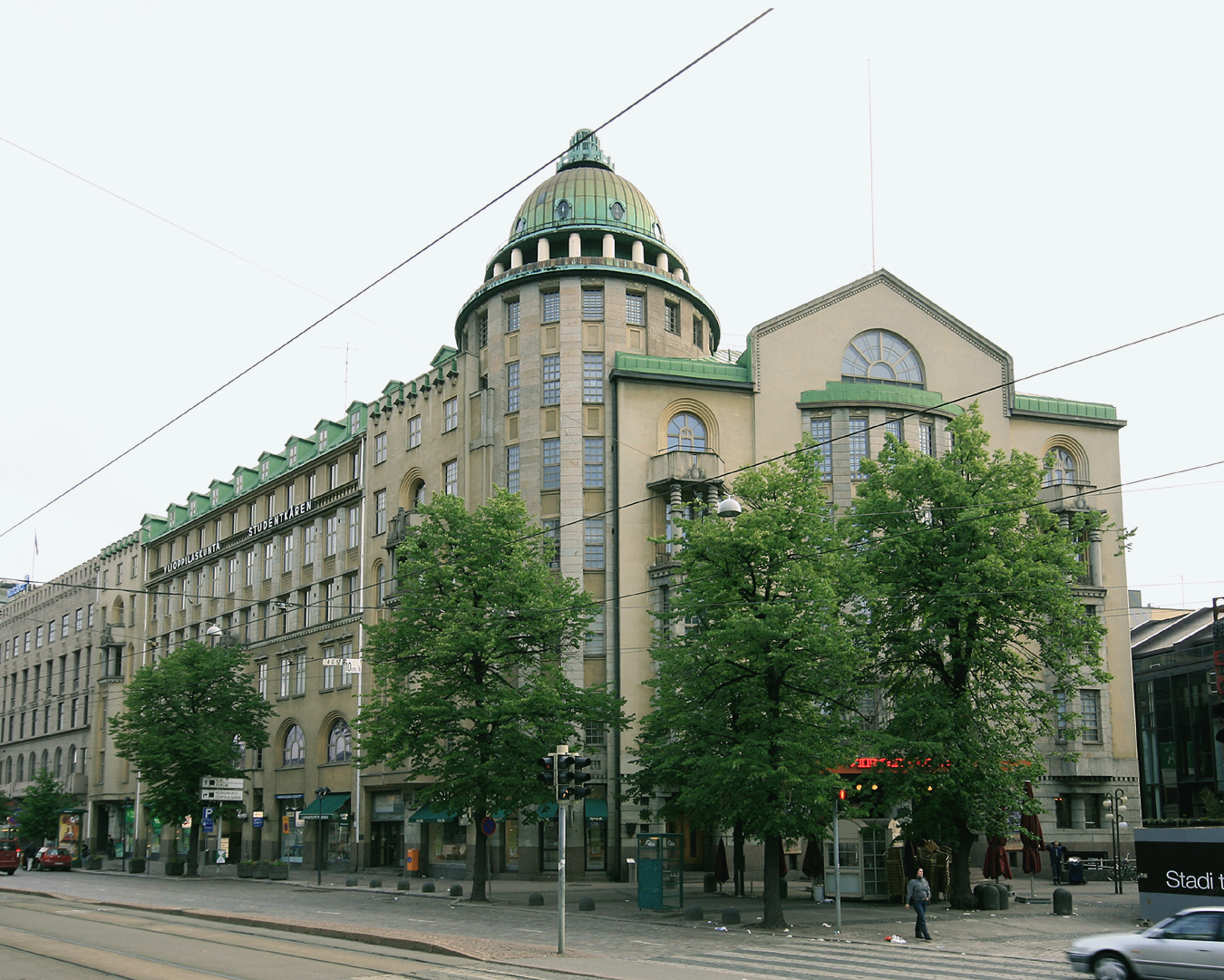
Uusi Ylioppilastalo
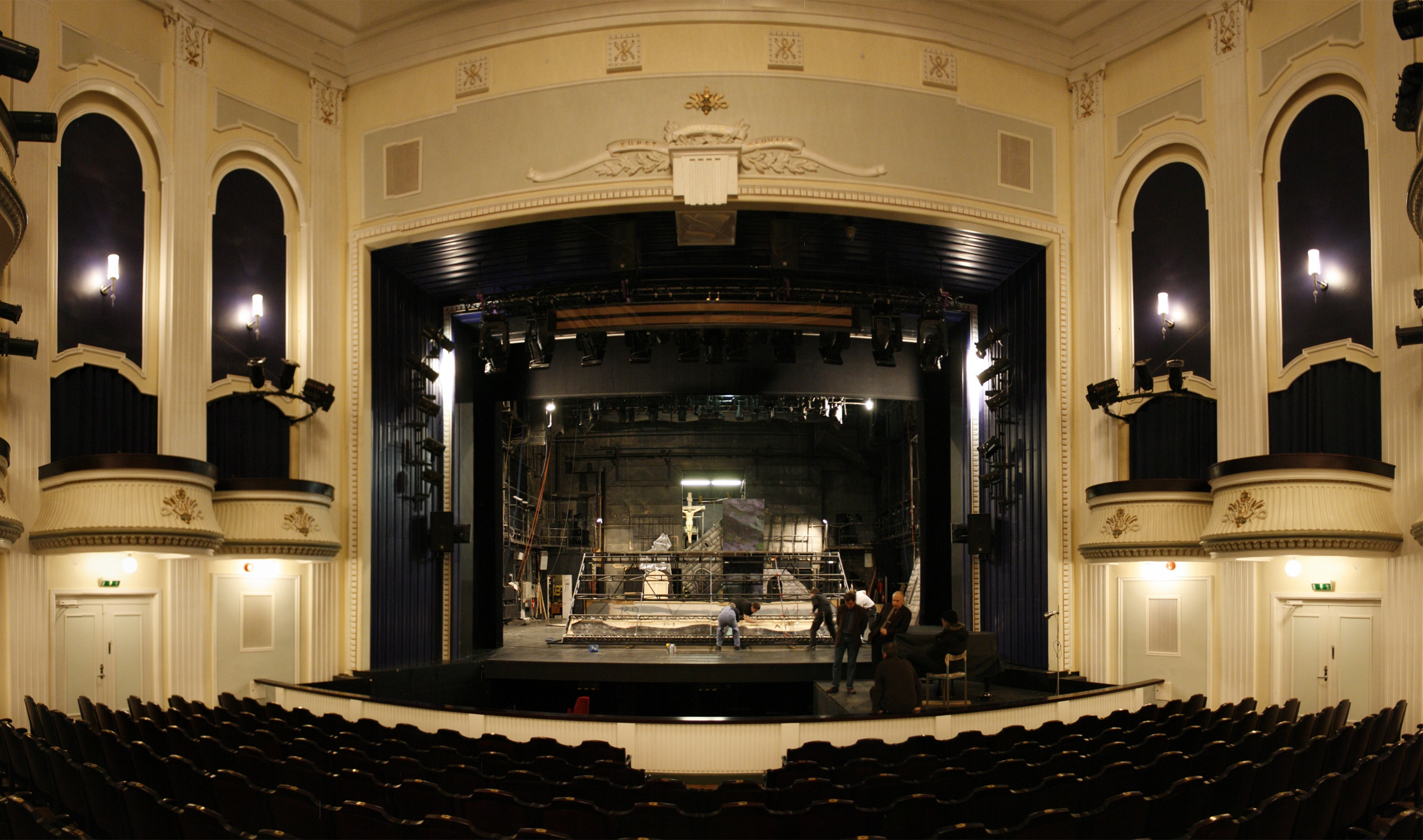
Teatre d'Estònia
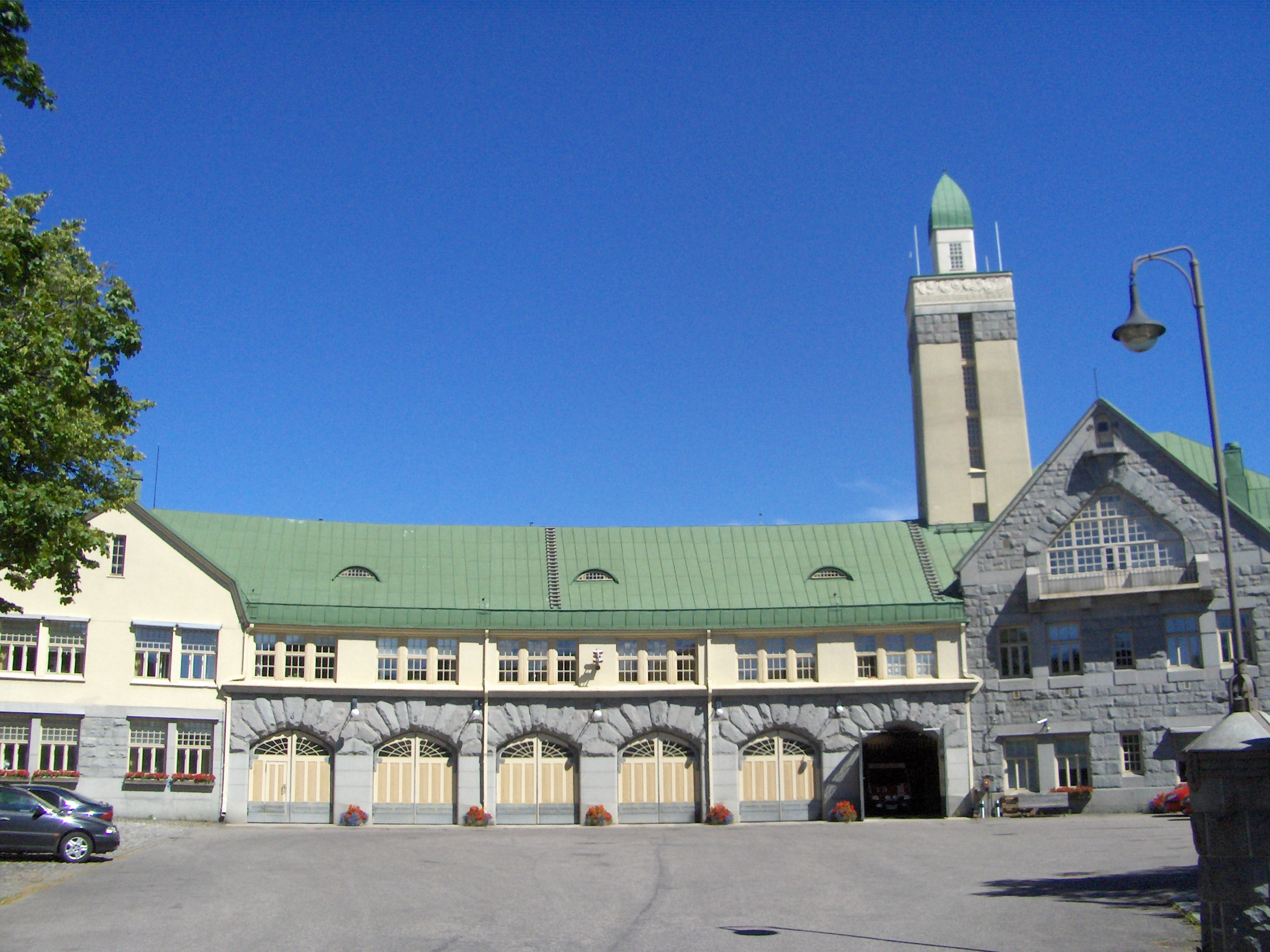
Caserna de bombers de Tampere
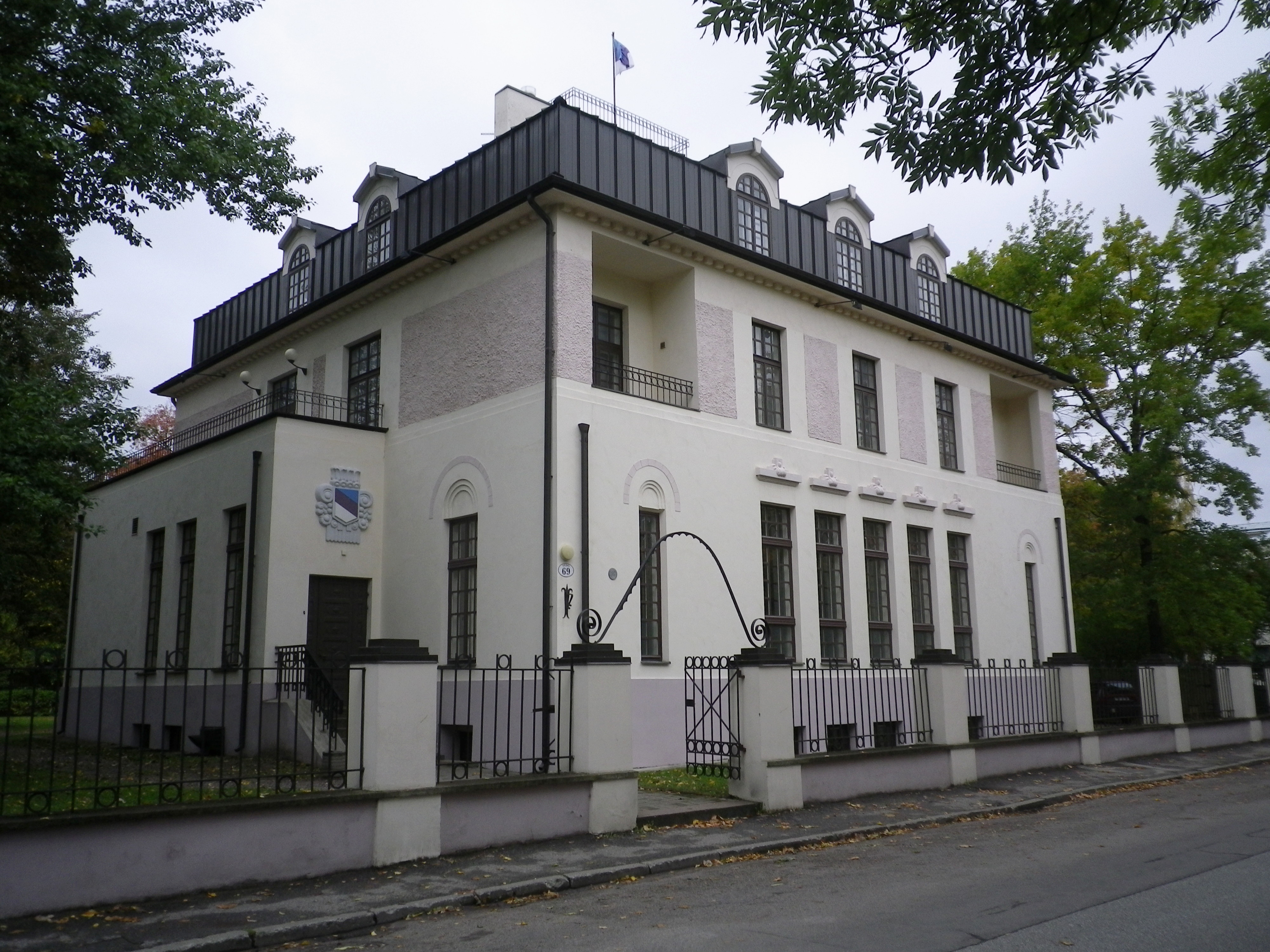
Korporatsioon Sakala